# Пљачка Клеопатрине гробнице
Пљачка Клеопатрине гробнице (фр. Robbing Cleopatra's Tomb), у Француској познат само као Клеопатра (фр. Cléopâtre) француски је црно-бели неми хорор филм из 1899. године, редитеља и сценаристе Жоржа Мелијеса, који је у главној улози заједно са Жехан Д'Алси.
Иако је Мелијесов најпознатији филм Пут на Месец, ово је био филм који је привукао пажњу продуцента Чарлса Урбана, који га је дистрибуирао у Америци под измењеним насловом. Урбан је касније дистрибуирао и друге Мелијесова филмове и тиме му помогао да стекне међународну славу.
Филм се сматрао изгубљеним све до септембра 2005, када је објављено да је у Француској пронађена последња копија. Међутим, испоставило се да се радило о снимку другог филма који је такође садржао ископавање мумије.

## Радња
Човек откопава Клеопатрину мумију и исече је на комаде, а затим од ње прави жену.

## Улоге
- Жорж Мелијес као копач
- Жехан Д'Алси као Клеопатра